# Santo Tomé del Puerto
Santo Tomé del Puerto ist eine Gemeinde in der spanischen Provinz Segovia. Sie liegt im Süden der Autonomen Region Kastilien und León, an der Nordwestabdachung der Sierra de Guadarrama. Sie hat 234 Einwohner (Stand: 2024). Die Gemeinde Santo Tomé del Puerto besteht aus den Ortschaften La Rades, Rosuero, Siguero (seit 1970 Teil der Gemeinde), Sigueruelo (seit 1973 Teil der Gemeinde) und Villarejo sowie der Wüstung Aldealapeña. Der Verwaltungssitz befindet sich in Villarejo.

## Geographie
Santo Tomé del Puerto liegt etwa 62 Kilometer nordöstlich vom Stadtzentrum von Segovia in einer Höhe von ca. 1070 m. Durch die Gemeinde führt die Autovía A-1 und am nördlichen Rand der Gemeinde liegt der Aeródromo de Santo Tomé del Puerto.
Santo Tomé del Puerto befindet sich innerhalb der Zone des kontinentalen mediterranen Klimas.

## Bevölkerungsentwicklung
| Jahr      | 1970 | 1981 | 1991 | 2001 | 2011 | 2021 |
| Einwohner | 475  | 424  | 370  | 333  | 336  | 259  |

## Sehenswürdigkeiten
- Kirche Mariä Geburt in Villarejo
- Martinskirche in Siguero
- Sebastianuskirche in Sigueruelo
- Johannes-der-Täufer-Kapelle in Rosuero

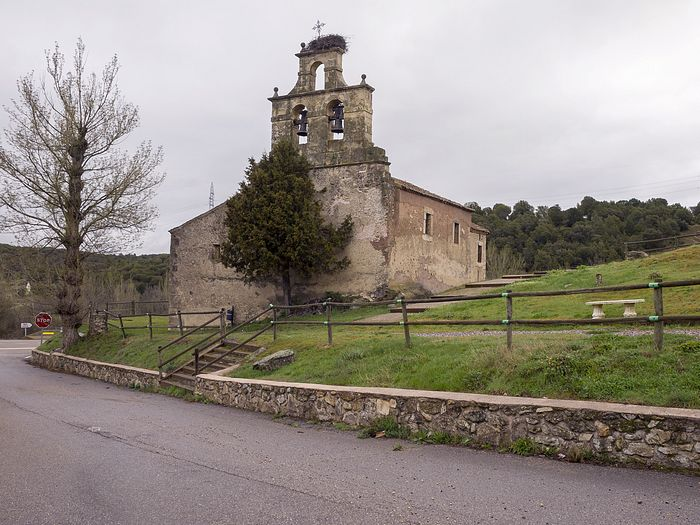
Martinskirche